# Çavdarhisar
Çavdarhisar è una piccola città e distretto nella provincia di Kütahya nella regione dell'Egeo in Turchia. Stando al censimento del 2000 il distretto di Çavdarhisar ha 13.538 abitanti mentre la città 4.687. Il fiume Kocaçay che si trova nelle vicinanze è ancora attraversato dall'antico ponte Penkalas costruito dagli antichi Romani.